# Gotika
Gotika – drugi album grupy XIII. století.

## Lista utworów
1. Gotika
2. Macbeth
3. Svatí na nebi
4. Mystery Ana
5. Ten starý dům se rozpadá
6. Blood is Life (Sabbating)
7. Mistr a Markétka
8. Markýza z obrazu
9. Justýna (Symphony Version)
10. Tango Salieri
11. Mistr Leonard
12. Hněv andělů
13. Tango Salieri
14. Opus pro Macbeth

## Twórcy
- Petr Štěpán - wokal, gitara, klawisze.
- Pavel Štěpán - perkusja
- Jiří Šindelka - gitara basowa
- Michal Kourek - gitara